# Herrarnas fyrmanna i bob vid olympiska vinterspelen 1998
Herrarnas fyrmannabobåkning i vinter-OS 1998 ägde rum i Nagano, Japan den 5 februari 1998. 

## Medaljörer
| Gren             | Guld                                                                 | Silver                                                       | Brons                                                                |
| Herrar, fyrmanna | Tyskland Christoph Langen Markus Zimmermann Marco Jakobs Olaf Hampel | Schweiz Marcel Rohner Markus Nüssli Markus Wasser Beat Seitz | Frankrike Bruno Mingeon Emmanuel Hostache Eric Le Chanony Max Robert |
| Herrar, fyrmanna | Tyskland Christoph Langen Markus Zimmermann Marco Jakobs Olaf Hampel | Schweiz Marcel Rohner Markus Nüssli Markus Wasser Beat Seitz | Storbritannien Sean Olsson Dean Ward Courtney Rumbolt Paul Attwood   |

## Resultat
| Plac, | Tid                      | N:                  | Åk 1                        | Åk 2                  | Åk 3                 | Åkare 1 | Åkare 2 | Åkare 3 | Åkare 4 |
| ----- | ------------------------ | ------------------- | --------------------------- | --------------------- | -------------------- | ------- | ------- | ------- | ------- |
| 1     | Tyskland                 | Christoph Langen    | Markus Zimmermann           | Marco Jakobs          | Olaf Hampel          | 2:39,41 | 52,70s  | 52,90s  | 53,81s  |
| 2     | Schweiz                  | Marcel Rohner       | Markus Nüssli               | Markus Wasser         | Beat Seitz           | 2:40,01 | 53,13s  | 53,15s  | 53,73s  |
| 3     | Storbritannien           | Sean Olsson         | Dean Ward                   | Courtney Rumbolt      | Paul Attwood         | 2:40,06 | 52,77s  | 53,58s  | 53,71s  |
| 3     | Frankrike                | Bruno Mingeon       | Emmanuel Hostache           | Eric Le Chanony       | Max Robert           | 2:40,06 | 53,13s  | 53,30s  | 53,63s  |
| 5     | USA                      | Brian Shimer        | Nathan "chip" Minton        | Randy Jones           | Garreth Hines        | 2:40,08 | 52,93s  | 53,42s  | 53,73s  |
| 6     | Lettland                 | Sandis Prusis       | Egils Bojars                | Janis Ozols           | Janis Elsins         | 2:40,26 | 52,98s  | 53,50s  | 53,78s  |
| 7     | Schweiz                  | Christian Reich     | Steve Anderhub              | Thomas Handschin      | Cedric Grand         | 2:40,28 | 52,88s  | 53,47s  | 53,93s  |
| 8     | Tyskland                 | Harald Czudaj       | Torsten Voss                | Steffen Goermer       | Alexander Szelig     | 2:40,32 | 53,12s  | 53,50s  | 53,70s  |
| 9     | Kanada                   | Pierre Lueders      | Ricardo Greenidge           | Jacek Remigjusz Pyc   | David Maceachern     | 2:40,39 | 53,14s  | 53,44s  | 53,81s  |
| 10    | Österrike                | Hubert Schoesser    | Peter Leismuller            | Erwin Arnold          | Martin Schuetzenauer | 2:40,39 | 53,10s  | 53,50s  | 53,79s  |
| 11    | Kanada                   | Christopher Lori    | Ben Hindle                  | Matthew Hindle        | Ian Danney           | 2:41,14 | 53,52s  | 53,69s  | 53,93s  |
| 12    | USA                      | James Herberich     | Darrin Steele               | John Kasper           | Robert Olesen        | 2:41,27 | 53,74s  | 53,72s  | 53,81s  |
| 13    | Tjeckien                 | Pavel Puskar        | Peter Kondrat               | Pavel Polomsky        | Jan Kobian           | 2:41,29 | 53,61s  | 53,80s  | 53,88s  |
| 14    | Italien                  | Günther Huber       | Antonio Tartaglia           | Massimiliano Rota     | Marco Menchini       | 2:41,43 | 53,84s  | 53,68s  | 53,91s  |
| 15    | Japan                    | Naomi Takewaki      | Hiroaki Ohishi              | Takashi Ohori         | Masanori Inoue       | 2:41,55 | 53,73s  | 53,87s  | 53,95s  |
| 16    | Japan                    | Toshio Wakita       | Yasuo Nakamura              | Toshiya Onoda         | Shinji Aoto          | 2:41,96 | 54,02s  | 53,66s  | 54,28s  |
| 17    | Norge                    | Arnfinn Kristiansen | Jorn Stian Dahl             | Peter Andreas Kildal  | Dagfinn Aarskog      | 2:42,07 | 53,96s  | 53,78s  | 54,33s  |
| 18    | Österrike                | Kurt Einberger      | Thomas Bachler              | Georg Kuttner         | Michael Mueller      | 2:42,14 | 53,92s  | 53,83s  | 54,39s  |
| 19    | Ryssland                 | Pavel Shcheglovsky  | Aleksey Selivertsov         | Vladislav Posedkin    | Konstantin Demin     | 2:42,38 | 53,72s  | 53,95s  | 54,71s  |
| 20    | Italien                  | Fabrizio Tosini     | Andrea Pais de Libera       | Enrico Costa          | Sergio Chianella     | 2:43,02 | 54,07s  | 54,09s  | 54,86s  |
| 21    | Jamaica                  | Dudley Stokes       | Winston Watt                | Nelson Stokes         | Wayne Thomas         | 2:43,76 | 54,41s  | 54,55s  | 54,80s  |
| 22    | Polen                    | Tomasz Zyla         | Dawid Kupczyk               | Krzysztof Sienko      | Tomasz Gatka         | 2:43,79 | 54,71s  | 54,45s  | 54,63s  |
| 23    | Australien               | Jason Giobbi        | Scott Walker                | Ted Polglaze          | Adam Barclay         | 2:44,88 | 54,72s  | 54,93s  | 55,21s  |
| 24    | Ungern                   | Frankl Nicholas     | Pallai Peter                | Zsombor Zsolt         | Pinter Bertalan      | 2:44,92 | 55,16s  | 54,82s  | 54,94s  |
| 25    | Bosnien och Hercegovina  | Zoran Sokolovic     | Nihad Mameledzija           | Edin Krupalija        | Marjo Franjic        | 2:45,67 | 55,26s  | 55,11s  | 55,30s  |
| 26    | Kinesiska Taipei         | Sun Kuang-Ming      | Duh Maw-Sheng               | Chang Mau-San         | Cheng Jin-Shan       | 2:45,95 | 55,30s  | 55,13s  | 55,52s  |
| 27    | Rumänien                 | Florian Enache      | Marian Chitescu             | Iulian Pacioianu      | Mihai Dumitrascu     | 2:46,06 | 55,01s  | 55,37s  | 55,68s  |
| 28    | Monaco                   | Albert Grimaldi     | Pascal Camia                | Jean-Franc,ois Calmes | Gilbert Bessi        | 2:47,14 | 55,58s  | 55,70s  | 55,86s  |
| 29    | Amerikanska Jungfruöarna | Keith Sudziarski    | Christian Brown             | Paul Zar              | Jeff Kromenhoek      | 2:47,16 | 55,80s  | 55,52s  | 55,84s  |
| 30    | Irland                   | Jeff Pamplin        | Simon Linscheid             | Garry Power           | Terry Mchugh         | 2:47,23 | 55,79s  | 55,57s  | 55,87s  |
| 31    | Grekland                 | Grigory Sebald      | Anastasios Papakonstantinou | Panagiotis Kolotouros | John-Andrew Kambanis | 2:48,26 | 55,94s  | 56,18s  | 56,14s  |
| -     | Puerto Rico              | Liston Bochette     | Jorge Bonnet                | Jose Ferrer           | Joseph Keosseian     | 2:49,76 | 56,45s  | 55,96s  | 57,35s  |